# Landéan
Landéan é uma comuna francesa na região administrativa da Bretanha, no departamento Ille-et-Vilaine. Estende-se por uma área de 27,25 km². Em 2010 a comuna tinha 1 216 habitantes (densidade: 44,6 hab./km²).